# Oeuvre van George Dyson
De Britse componist George Dyson heeft de volgende composities geschreven:
- 1904: Cellosonate (uitgegeven in 2007)
- 1907: Evening service (Magnificat & Nunc Dimittis) in D
- 1914: Te Deum laudamus
- 1915: An Autograph voor piano
- 1916: Sostenuto ed espressivo voor piano
- 1916: 10 Epigrammen; (opus 9) 10 stukjes voor piano
- 1917: Con moto tranquillo
- 1918: Vier eenvoudige stukken, later omgewerkt tot In Pixieland
- 1919: A fairy madrigal
- 1919: When icicles hang by the wall
- 1919: I love a lass
- 1919: The open window (opus 12a) voor piano
- 1920: Six lyrics (opus 12b) voor piano
- 1920: Twilight (opus 14) voor piano
- 1920: Drie rhapsodiën voor strijkkwartet;
- 1920: Three lyrics (opus 10B) voor viool en piano
- 1920: Melodie en intermezzi voor viool/cello en piano
- 1921: In Pixieland, later omgetiteld naar Woodland Suite
- 1922: Children's suite naar Walter de la Mare (ook wel: Won’t you look out of your window)
- 1922: The pedlar's song
- 1922: Boot, saddle, to horse and away!
- 1922: Sea music
- 1922: Up in the morning early
- 1922: The year's pleasant king
- 1922: The mermaid
- 1922: The poacher
- 1923: Thanksgiving
- 1923: Fairy song
- 1923: The mountain and the squirrel
- 1923: O! who is so merry
- 1923: The seekers
- 1923-1924: Morning service (Jubilate Deo & Benedictus) in D
- 1924: Evening service (Magnificat & Nunc Dimittis) in C
- 1924: My Birthday voor piano
- 1924: Reverie in D voor viool en piano;
- 1925: Prelude en ballet
- 1926: A chieftain's lullaby
- 1927: In Honour of the City
- 1927: I Vow to Thee, My Country
- 1928: Primrose Mount
- 1928: Evening
- 1928: Abide with me
- 1928: In Flanders fields
- 1928: Ho-ro, my nut-brown maiden
- 1928: Moonshine
- 1929: Bach's Birthday
- 1929: The country lad
- 1929: Song of the Cyclops
- 1930: The Canterbury Pilgrims (1931 met orkest; 1964 suite)
- 1031: A sailor's letter
- 1932: St Paul's Voyage to Melita
- 1932: Wend along
- 1933: Song on May morning
- 1933: The Blacksmith
- 1934: Nebukadnezar
- 1934: A song of Italy
- 1935: Prelude, fantasie en chaconne voor orkest (in 1936 een versie voor altviool/cello en piano);
- 1935: Three Songs of Praise
- 1935: Three Songs of Courage
- 1936: Rustic evening
- 1937: Littles
- 1937: Symfonie in G
- 1937: O Praise God in his Holiness
- 1937: A Prayer for a King (Queen)
- 1938: The rising day
- 1939: God made us all
- 1939: Vespers
- 1939: My wish
- van 1939 tot 1948: Quo Vadis
- 1940: The happy warrior
- 1941: Vioolconcert
- 1942: The Moon
- 1943: At the Tabard Inn - ouverture voor The Canterbury Pilgrims
- 1946: Hign Meadow
- 1948: Concerto da Camera
- 1948: Four Songs for Sailors
- 1949: Invocation to science
- 1949: Concerto da Chiesa (gereviseerd 1952)
- 1949: The Fountain
- 1949: Hello my fancy
- 1950: The cuckoo
- 1951: Concerto Leggiero voor piano en strijkorkest (ook versie voor 2 piano’s)
- 1952: 12 eenvoudige stukken in diverse stijlen
- 1952: Live for ever, glorious Lord
- 1952: Drie hymnen voor koor
- 1953: Ye choir above
- 1953: Confortare
- 1954: I will worship
- 1954: Ye that do your Master's will
- 1954: The Garden
- 1955: Sweet Thames run softly
- 1955: Agincourt
- 1956: Hierusalem
- 1956: Prelude en postlude voor orgel
- 1956: Benedicte, omnia opera in F
- 1957: To Julia
- 1958: Let's go a-maying
- 1958: Volutary in D voor orgel
- 1958: Hail, universal Lord
- 1958: Drie rustieke liederen
- 1959: A christmas garland
- 1959: The eternal God
- 1959: Thanks be to God
- 1960: Nocturen
- 1960: Fantasia and ground bass voor orgel
- 1960: Variaties op oude psalmmelodieën voor orgel
- 1962: A summer day

Bovenstaand zijn de werken, waarvan op zijn minst het manuscript aanwezig is. Onderstaand een lijst van composities, die alleen nog bij naam bekend zijn, maar die of verloren zijn gegeven of die Dyson heeft vernietigd in 1910. Soms duikt nog weleens een manuscript op:
- 1900: Orgelsonate in c-mineur
- 1902: Pianotrio in D
- 1903: Concertstuk in C (piano. fluit, klarinet, fagot en hoorn
- 1904: Te Deum and Jubilate (1904)
- 1904: Faithless Nelly Gray (tekst: T. Hood) (voor koor en orkest)
- 1905: Strijkkwartet (4 delen)
- 1905: Four piano pieces
- 1906: Strijkkwartet
- 1906: Siena – suite voor orkest
- 1906: En Voyage – suite voor orkest
- 1906: Drie stukken voor klein orkest
- 1906-1907; een onvoltooide en dus titelloze opera
- 1908: Concertstuk nr. 2 in A voor strijkkwartet
- 1910: La belle dame sans merci op tekst van Keats.

## Bron
Dyson omgewerkt naar chronologische volgorde. Daar zijn ook de diverse samenstellingen van musici te vinden.